# ليلى شرف
ليلى عبد الحميد شرف (1940 -) سياسية أردنية ولدت في بيروت وهي أول وزيرة إعلام في الأردن وأول امرأة أردنية تعين في مجلس الأعيان  وهي زوجة الشريف عبد الحميد شرف رئيس الوزراء الأردني الأسبق. شغلت مناصب هامة في الدولة الأردنية فقد كانت عضو اللجنة الملكية لصياغة الميثاق الوطني 1989-1990 وعضو المجلس الوطني الاستشاري 1982-1984 وعضو مجلس امناء المنظمة العربية لحقوق الإنسان 1986-1997.

## المؤهلات العلمية
- شهادة البكالوريوس والماجستيرفي الآداب من الجامعة الأمريكية في بيروت عام 1965.[4]

## المناصب
- عضو اللجنة الملكية لصياغة الميثاق الوطني 1989-1990.[5]
- عضو مجلس امناء المنظمة العربية لحقوق الإنسان 1986-1997.
- عضو مجلس التربية والتعليم 1984-1985.
- عضو المجلس الوطني الاستشاري 1982-1984.
- عضو مجلس الامناء في الجامعة الأردنية 1981-1985.
- عضو مؤسس والرئيس الأول لمؤسسة الشلل الدماغي 1977-1979.
- عضو اللجنة الاستشارية للمسرح 1976-1979.
- محررة ومذيعة برامج مقابلات خاصة في تلفزيون لبنان والمشرق 1962-1965.
- نائب رئيس الجمعية الملكية لحماية الطبيعة.
- عضو مجلس الامناء في مؤسسة نور الحسين.
- عضو جمعية الشؤون الدولية.
- رئيسة مجلس الامناء في جامعة فيلادلفيا الاهلية منذ 1990.
- عضو مجلس الامناء في مؤسسة الملك حسين.
- عضو مجلس الاعيان السادس عشر
- عضو مجلس الاعيان السابع عشر
- عضو مجلس الاعيان الثامن عشر.
- عضو مجلس الأعيان العشرون.
- عضو مجلس الأعيان الحادي والعشرون.
- عضو مجلس الاعيان الثاني والعشرون.
- عضو مجلس الاعيان الثالث والعشرون.
- عضو مجلس الاعيان الرابع والعشرون.